# Koszary Mirowskie
Koszary Mirowskie (także Koszary Gwardii Konnej Koronnej, Koszary Wielopolskie) – kompleks koszar wybudowany w Warszawie w latach 30. XVIII wieku dla Regimentu Gwardii Konnej Koronnej.

## Historia
Koszary wzniesiono w latach 1730–1732 na terenie jurydyki Wielopole, według projektu Joachima Daniela Jaucha, jako element oprawy architektonicznej Osi Saskiej. Nazwa koszar pochodzi od nazwiska dowódcy Regimentu Gwardii Konnej Koronnej Wilhelma Miera.

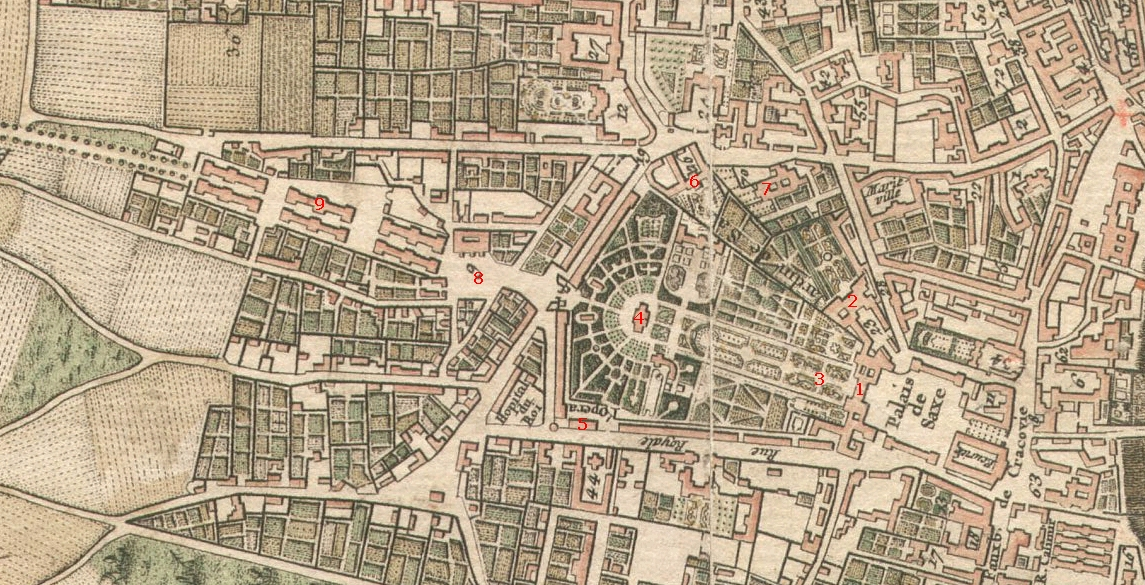
Plan Warszawy z końca XVIII wieku, zaznaczone Koszary Mirowskie (9)

Na koszarowy kompleks składały się trzy pary budynków (łącznie sześć budynków) usytuowanych równolegle po obu stronach ulicy. Każdy z nich składał się z trzech piętrowych pawilonów połączonych niższymi łącznikami. W latach 1784–1786 koszary zostały przebudowane w stylu klasycystycznym przez Stanisława Zawadzkiego. Kolejna przebudowa miała miejsce po 1815.
Regiment Gwardii Konnej Koronnej stacjonował w Koszarach Mirowskich do 1794 (po II rozbiorze Polski). W latach 1806–1807 stacjonował tam 2 Pułk Ułanów, w 1809 14 Pułk Kirasjerów, w latach 1811–1812 17 Pułk Ułanów. W 1831 w koszarach sformował się 6 Pułk Ułanów „Dzieci Warszawy”.
W 1851, po przebudowie przeprowadzonej przez Józefa Lessla, w zachodnich budynkach koszar umieszczono IV Oddział Warszawskiej Straży Ogniowej. Wzniesiono wtedy wysoką wieżę obserwacyjną (tzw. czatownię). W późniejszych latach na ul. Chłodnej biegnącej między budynkami zbudowano tory tramwajowe.
W 1898 rozebrano dwie pary budynków od strony wschodniej, uwalniając miejsce pod plac Mirowski i hale Mirowskie, których budowę zapoczątkowano w październiku 1899.
W 1944, w czasie i po powstaniu warszawskim, budynki koszar zostały spalone. Po wojnie rozebrano budynek południowy, a budynek północny został odbudowany w latach 1948–1950 według projektu Władysława Netto. Rozebrano wtedy wieżę obserwacyjną. W latach 70. zrekonstruowano budynek południowy i połączono obydwa budynki od strony wschodniej szklanym segmentem.
Obiekt w dalszym ciągu jest użytkowany przez warszawską Państwową Straż Pożarną. W dawnych koszarach mieści się Jednostka Ratowniczo-Gaśnicza nr 4. Mają tam również swoje siedziby Związek Emerytów i Rencistów Pożarnictwa Rzeczypospolitej Polskiej i Mazowiecki Zarząd Wojewódzki Związku Ochotniczych Straży Pożarnej Rzeczypospolitej Polskiej. Mieściło się tam również Muzeum Pożarnictwa (zgromadzone w nim eksponaty przeniesiono do otwartego w 2018 Centrum Edukacji i Historii Warszawskiej Straży Pożarnej przy ul. Marcinkowskiego 2).
Do nazwy koszar nawiązują m.in. nazwy hal Mirowskich i parku Mirowskiego.

## Galeria

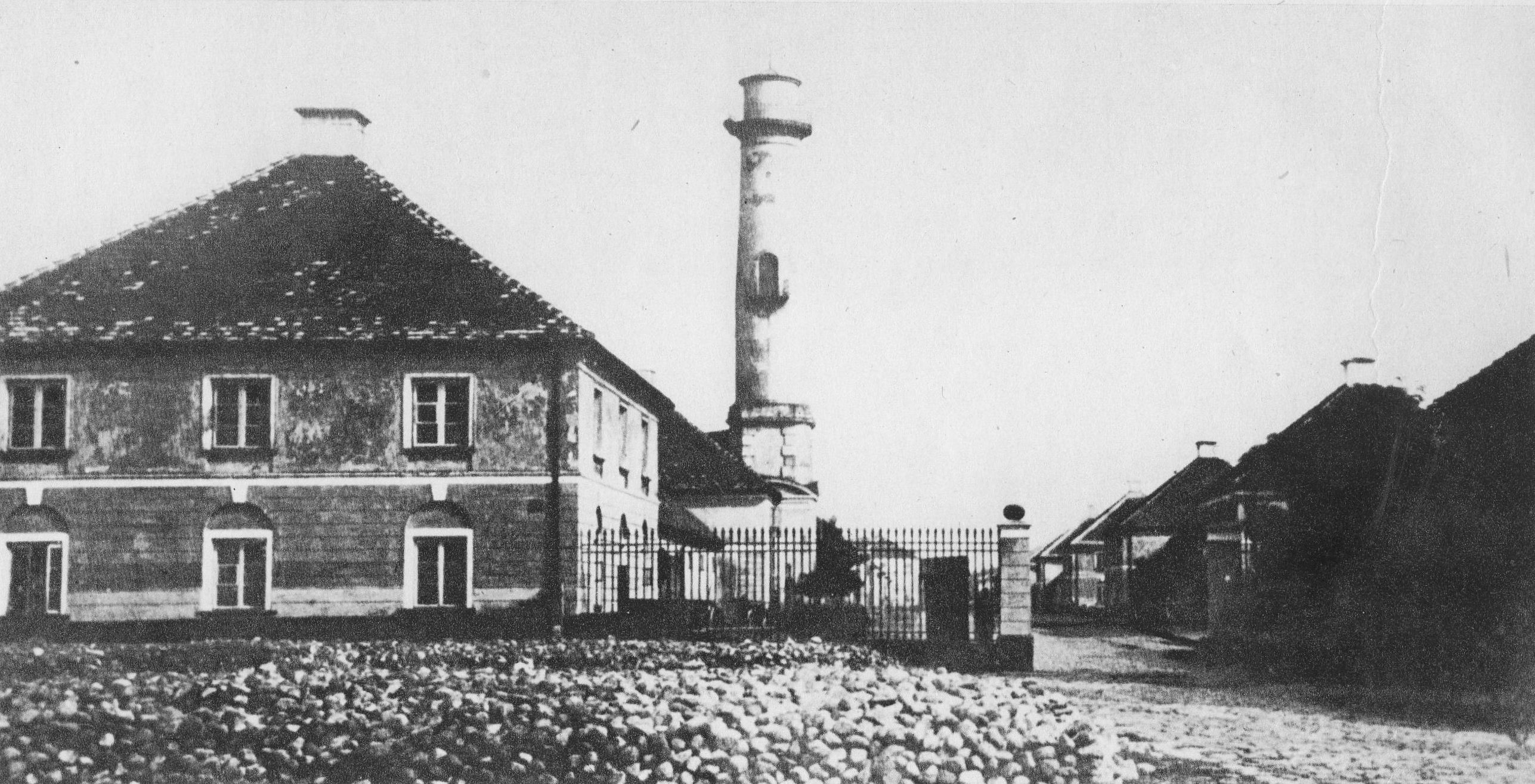
Koszary Mirowskie w 1865, po przekształceniu w 1851 zachodnich budynków na siedzibę IV Oddziału Warszawskiej Straży Ogniowej. Widok w kierunku placu Żelaznej Bramy
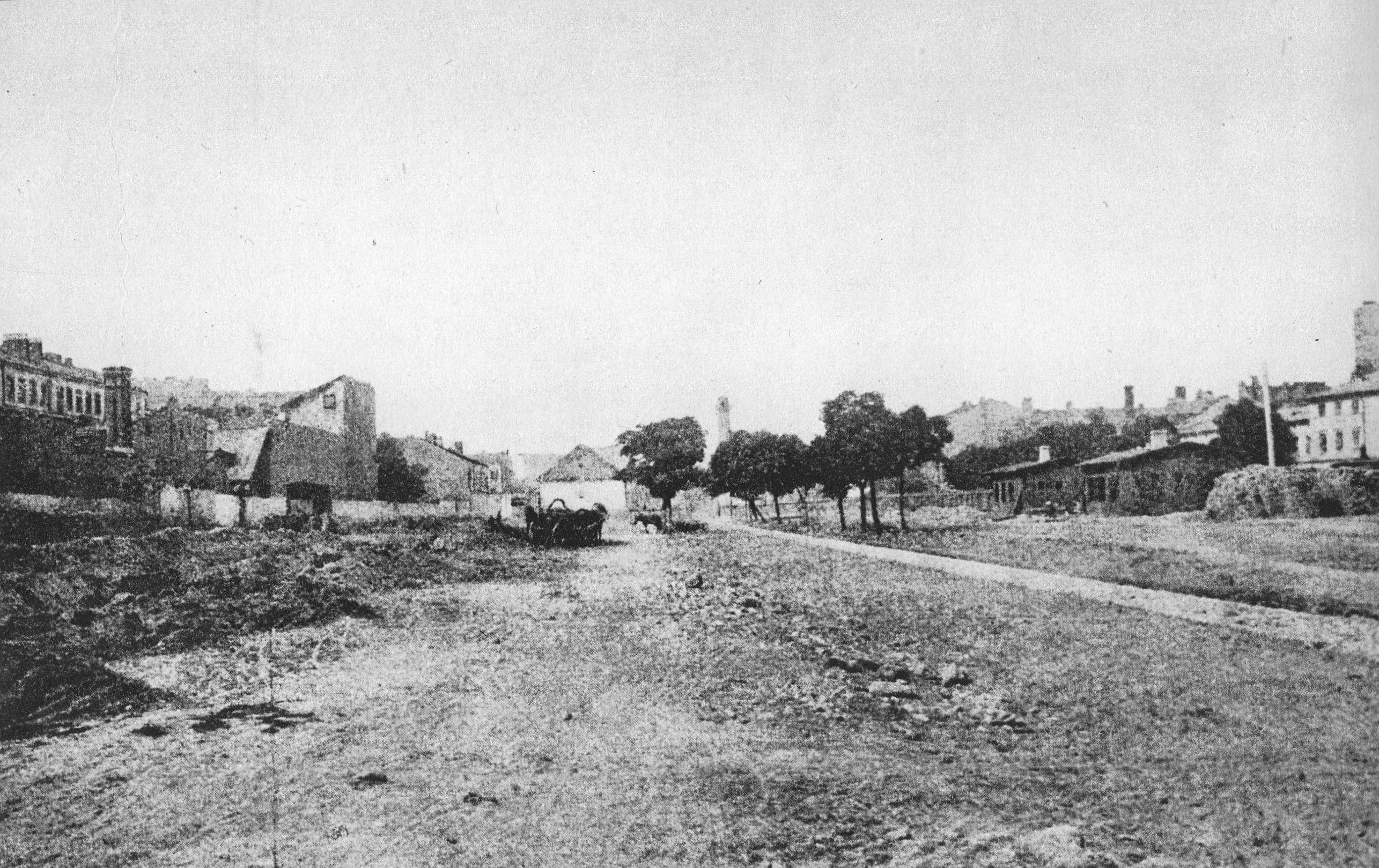
Miejsce po rozebranych wschodnich budynkach koszar przygotowane pod budowę Hal Mirowskich, 1898
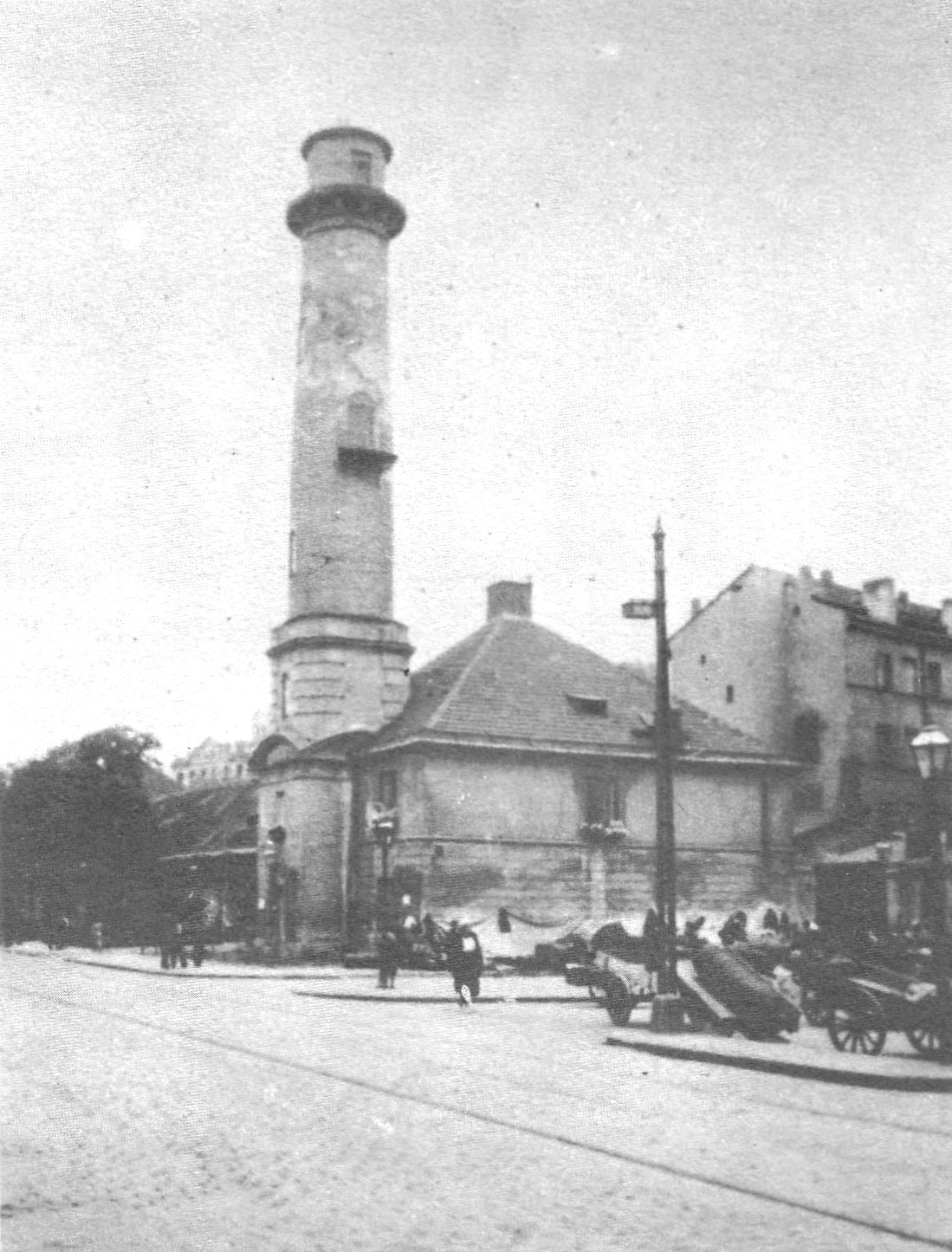
Wieża obserwacyjna (tzw. czatownia) dobudowana do zachowanego budynku północnego, widok od strony placu Mirowskiego przed 1939
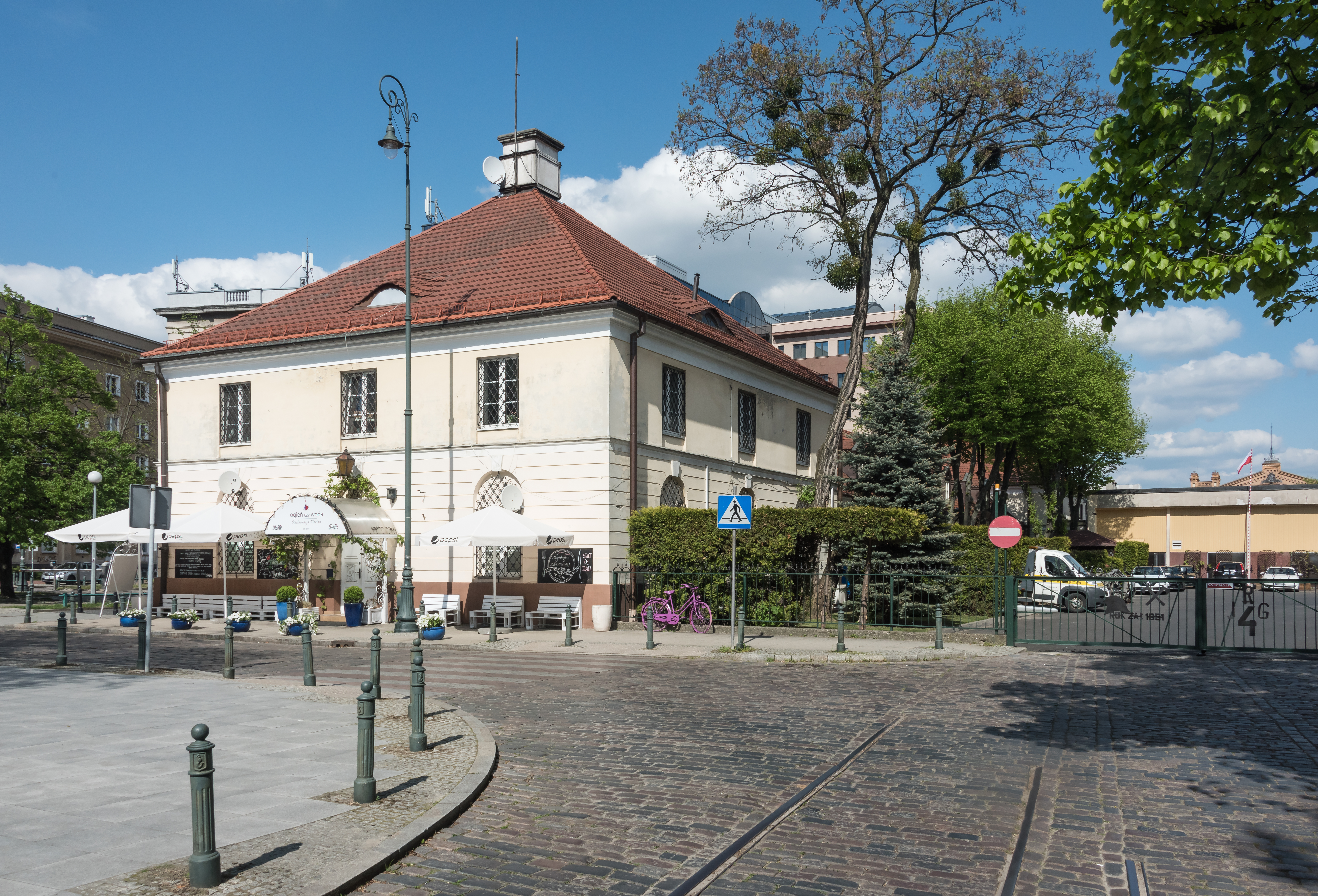
Oryginalny budynek północny współcześnie, widok od strony ul. Chłodnej
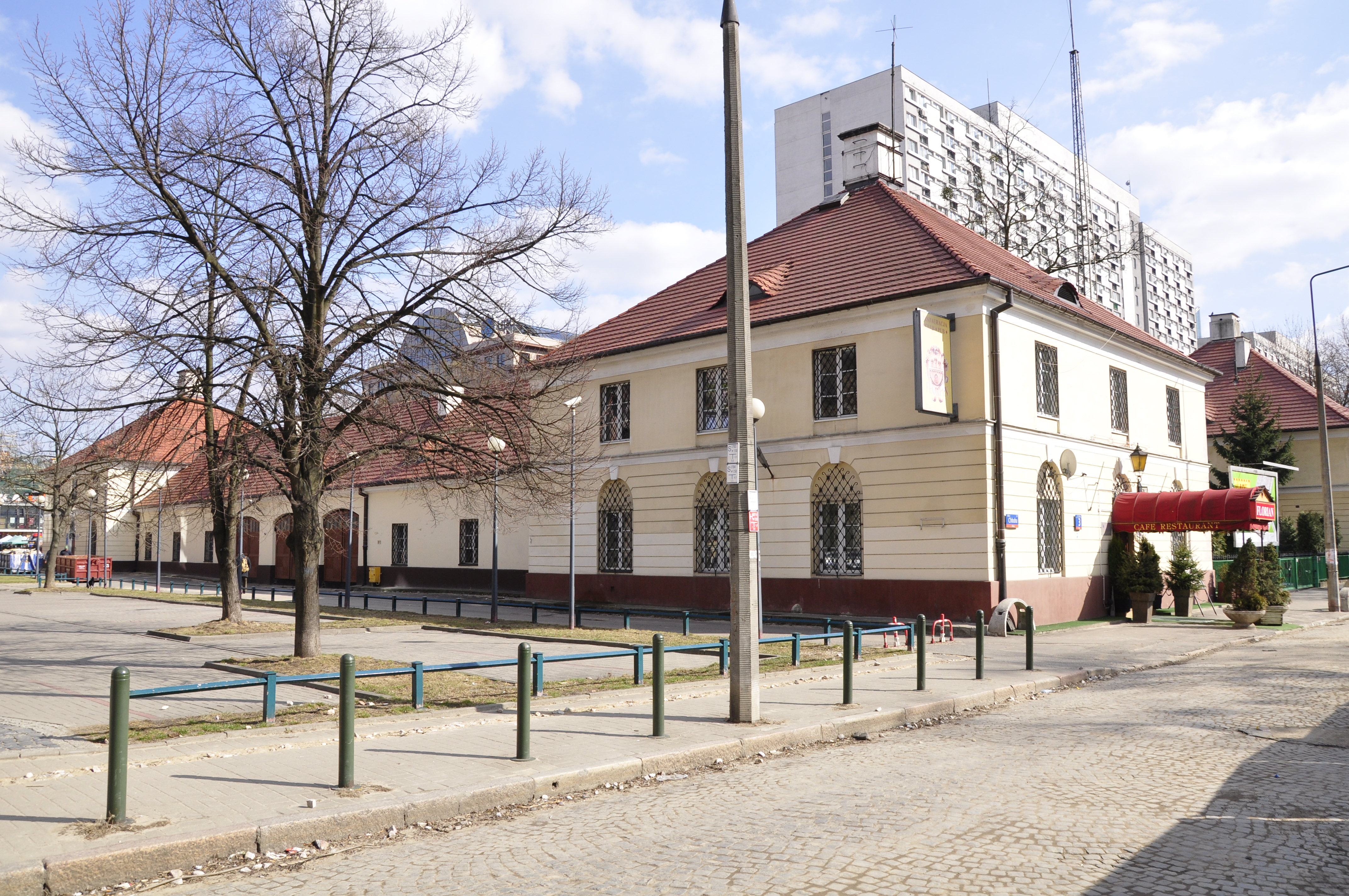
Oryginalny budynek północny współcześnie, widok od strony ul. Elektoralnej
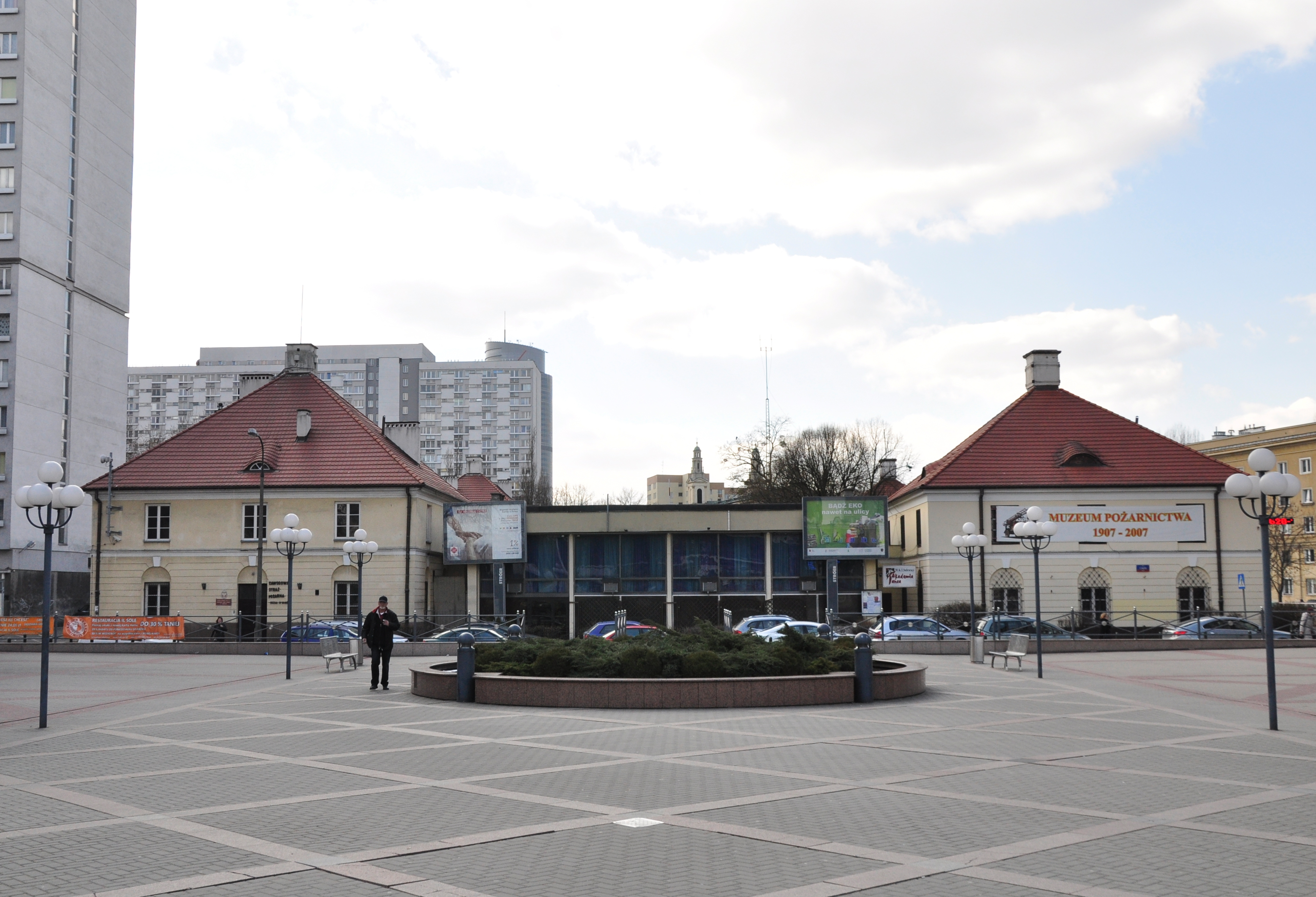
Budynek południowy (po lewej) oraz budynek północny współcześnie, między nimi szklany łącznik